# کیم جونگ-سونگ
کیم جونگ-سونگ (انگلیسی: Kim Jong-song؛ زادهٔ ۲۳ آوریل ۱۹۶۴) بازیکن فوتبال اهل کره شمالی است.
از باشگاه‌هایی که در آن بازی کرده‌است می‌توان به باشگاه فوتبال جوبیلو ایواتا و باشگاه فوتبال کونسادول ساپورو اشاره کرد.
وی همچنین در تیم ملی فوتبال کره شمالی بازی کرده‌است.